# Sherborne School

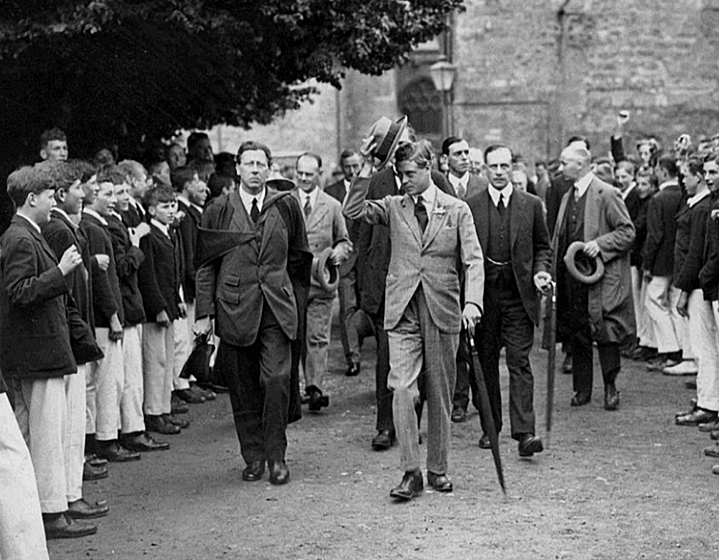
Edward, príncipe de Gales, mais tarde rei Edward VIII, visitando a Escola Sherborne em 19 de julho de 1923

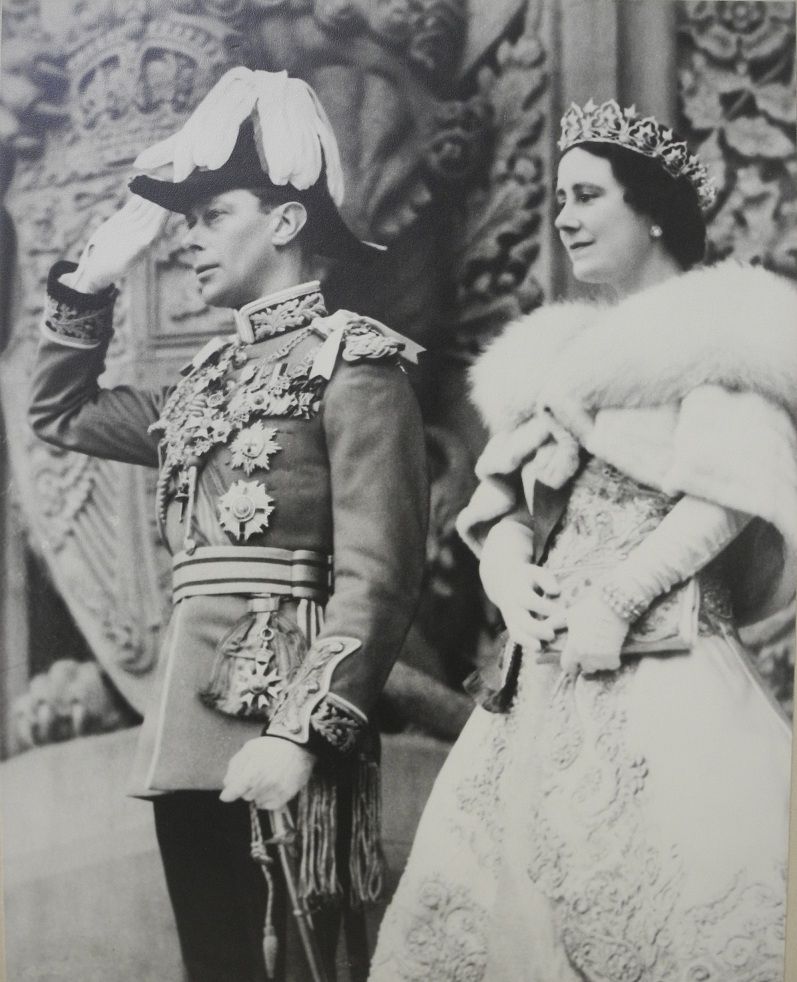
Em 1 de junho de 1950, o rei George VI e a rainha Elizabeth visitaram a Escola Sherborne e participaram das celebrações que marcaram o quadragésimo aniversário da concessão da Carta Real de Sherborne em 1550

Sherborne School é um internato privado inglês para meninos, localizado ao lado da Igreja Sherborne Abbey, na paróquia de Sherborne, Dorset . A escola permanece no mesmo local há mais de 1.300 anos. Foi fundada em 705 dC por St Aldhelm e, após a dissolução dos mosteiros, foi refundada, em 1550, pelo rei Eduardo VI, tornando-a uma das escolas mais antigas do Reino Unido . A Escola de Sherborne é uma das doze escolas "públicas" inglesas membros fundadoras da Conferência de Diretores e Diretores, em 1869, e é membro do Grupo Eton .
Na tradição das escolas públicas, Sherborne continua sendo um internato completo, com meninos vivendo sete dias por semana em uma das nove pensões. Sherborne é uma das cinco únicas escolas de crianças, em escolas secundárias independentes no Reino Unido (as outras são Eton, Harrow, Radley e Winchester ) , embora Sherborne também admita alguns meninos por um dia. Sherborne educa cerca de 560 meninos, com idades entre 13 e 18 anos, e seus resultados no nível A  estão no top 1% de todas as escolas na Inglaterra em 2016 e 2017. 